# Bistum Makeni
Das Bistum Makeni (lateinisch Dioecesis Makenensis, englisch Diocese of Makeni) ist eine in Sierra Leone gelegene römisch-katholische Diözese mit Sitz in Makeni. Es umfasst die Provinzen Northern und North West.

## Geschichte
Das Bistum Makeni wurde am 3. April 1952 durch Papst Pius XII. mit der Apostolischen Konstitution Christiani populi aus Gebietsabtretungen des Bistums Freetown und Bo als Apostolische Präfektur Makeni errichtet. Die Apostolische Präfektur Makeni wurde am 24. Februar 1962 durch Papst Johannes XXIII. zum Bistum erhoben. Am 11. November 1970 wurde das Bistum Makeni dem Erzbistum Freetown und Bo als Suffraganbistum unterstellt.

## Ordinarien

### Apostolische Präfekten von Makeni
- Augusto Fermo Azzolini SX, 1952–1962

### Bischöfe von Makeni
- Augusto Fermo Azzolini SX, 1962–1986
- George Biguzzi SX, 1986–2012
- Henry Aruna, 2012–2015, dann Weihbischof in Kenema
  - Sedisvakanz von 2015 bis 2023
- Bob John Hassan Koroma, seit 2023